# Temporada da Juventus Football Club de 2016–17
A Juventus Football Club, na temporada 2016–17 participará de quatro competições: Serie A, Supercopa da Itália, Coppa Italia e UEFA Champions League.

## Uniforme
Fornecedor:
- Adidas

Patrocinadores Principais:
- FIAT Group (Jeep)

| 1ª | 2ª | 3ª |

## Jogadores

### Transferências 2016–17
| - : Jogadores que chegaram ou saíram sem custos | - : Jogadores que saíram após terem seus contratos rescindidos |

| Entradas        |      |                   |      |
| Jogador         | Pos. | Clube anterior    | Ref. |
| Miralem Pjanić  | M    | Roma              |      |
| Daniel Alves    | LD   | Barcelona         |      |
| Mehdi Benatia   | Z    | Bayern de Munique |      |
| Marko Pjaca     | A    | Dínamo Zagreb     |      |
| Gonzalo Higuaín | A    | Napoli            |      |
| Juan Cuadrado   | M    | Chelsea           |      |
| Tomás Rincón    | V    | Genoa             |      |

| Saídas          |      |                        |      |
| Jogador         | Pos. | Clube de destino       | Ref. |
| Álvaro Morata   | A    | Real Madrid            |      |
| Simone Padoin   | V    | Cagliari               |      |
| Martín Cáceres  | Z    | Southampton            |      |
| Rubinho         | G    | Como                   |      |
| Juan Cuadrado   | M    | Chelsea                |      |
| Paul Pogba      | M    | Manchester United      |      |
| Mauricio Isla   | LD   | Cagliari               |      |
| Roberto Pereyra | M    | Watford                |      |
| Simone Zaza     | A    | West Ham               |      |
| Patrice Evra    | LE   | Olympique de Marseille |      |
| Hernanes        | M    | Hebei China Fortune    |      |

## Estatísticas

### Desempenho da equipe
Atualizado até 3 de junho de 2017

#### Desempenho geral
| Técnico              | J  | V  | E | D | GP  | GS | SG  | %  |
| -------------------- | -- | -- | - | - | --- | -- | --- | -- |
| Massimiliano Allegri | 56 | 42 | 8 | 7 | 110 | 41 | +70 | 80 |

#### Como mandante
| Técnico              | J  | V  | E | D | GP | GS | SG  | %  |
| -------------------- | -- | -- | - | - | -- | -- | --- | -- |
| Massimiliano Allegri | 29 | 25 | 3 | 1 | 66 | 19 | +47 | 90 |

#### Como visitante
| Técnico              | J  | V  | E | D | GP | GS | SG  | %  |
| -------------------- | -- | -- | - | - | -- | -- | --- | -- |
| Massimiliano Allegri | 27 | 17 | 5 | 6 | 45 | 22 | +23 | 69 |

### Artilharia
Atualizado até 3 de junho de 2017
| #   | Jogador              | Gols | Serie A | Copa da Itália | Champions League | Supercopa Italiana | Outros¹ |
| --- | -------------------- | ---- | ------- | -------------- | ---------------- | ------------------ | ------- |
| 1º  | Gonzalo Higuaín      | 32   | 24      | 3              | 5                | 0                  |         |
| 2º  | Paulo Dybala         | 19   | 11      | 4              | 4                | 0                  |         |
| 3º  | Mario Mandžukić      | 11   | 7       | 1              | 3                | 0                  |         |
| 4º  | Miralem Pjanić       | 8    | 5       | 2              | 1                | 0                  |         |
| 5º  | Daniel Alves         | 6    | 2       | 1              | 3                | 0                  |         |
| 6º  | Sami Khedira         | 5    | 5       | 0              | 0                | 0                  |         |
| 6º  | Leonardo Bonucci     | 5    | 3       | 1              | 1                | 0                  |         |
| 8º  | Giorgio Chiellini    | 4    | 2       | 0              | 1                | 1                  |         |
| 9º  | Daniele Rugani       | 3    | 2       | 0              | 1                | 0                  |         |
| 9º  | Juan Cuadrado        | 3    | 2       | 0              | 1                | 0                  |         |
| 9º  | Alex Sandro          | 3    | 3       | 0              | 0                | 0                  |         |
| 12º | Claudio Marchisio    | 2    | 1       | 0              | 1                | 0                  |         |
| 13º | Medhi Benatia        | 1    | 1       | 0              | 0                | 0                  |         |
| 13º | Marko Pjaca          | 1    | 0       | 0              | 1                | 0                  |         |
| 13º | Stephan Lichtsteiner | 1    | 1       | 0              | 0                | 0                  |         |
| 13º | Mario Lemina         | 1    | 1       | 0              | 0                | 0                  |         |
| 13º | Moise Kean           | 1    | 1       | 0              | 0                | 0                  |         |
| 13º | Hernanes             | 1    | 1       | 0              | 0                | 0                  |         |

### Histórico disciplinar
= Número de cartões
 = Número de expulsões após dois cartões amarelos
 = Número de expulsões após cartão vermelho direto
| Pos | Nac.                 | Nº | Jogador              | Serie A                       | Serie A | Serie A | Copa da Itália                | Copa da Itália | Copa da Itália | UEFA Champions League         | UEFA Champions League | UEFA Champions League | Total                         | Total | Total   |
| Pos | Nac.                 | Nº | Jogador              | Penalizado com cartão amarelo |         | Expulso | Penalizado com cartão amarelo |                | Expulso        | Penalizado com cartão amarelo |                       | Expulso               | Penalizado com cartão amarelo |       | Expulso |
| G   | Itália               | 1  | Gianluigi Buffon     | 0                             | 0       | 0       | 0                             | 0              | 0              | 0                             | 0                     | 0                     | 0                             | 0     | 0       |
| G   | Brasil               | 25 | Neto                 | 0                             | 0       | 0       | 0                             | 0              | 0              | 0                             | 0                     | 0                     | 0                             | 0     | 0       |
| G   | Itália               | 32 | Emil Audero          | 0                             | 0       | 0       | 0                             | 0              | 0              | 0                             | 0                     | 0                     | 0                             | 0     | 0       |
| Z   | Itália               | 3  | Giorgio Chiellini    | 4                             | 0       | 0       | 0                             | 0              | 0              | 2                             | 0                     | 0                     | 6                             | 0     | 0       |
| Z   | Marrocos             | 4  | Medhi Benatia        | 3                             | 0       | 0       | 0                             | 0              | 0              | 0                             | 0                     | 0                     | 3                             | 0     | 0       |
| LE  | Brasil               | 12 | Alex Sandro          | 5                             | 0       | 0       | 0                             | 0              | 0              | 2                             | 0                     | 0                     | 7                             | 0     | 0       |
| Z   | Itália               | 15 | Andrea Barzagli      | 2                             | 0       | 0       | 0                             | 0              | 0              | 1                             | 0                     | 0                     | 3                             | 0     | 0       |
| Z   | Itália               | 19 | Leonardo Bonucci     | 5                             | 0       | 0       | 1                             | 0              | 0              | 3                             | 0                     | 0                     | 9                             | 0     | 0       |
| LD  | Brasil               | 23 | Daniel Alves         | 5                             | 0       | 0       | 2                             | 0              | 0              | 1                             | 0                     | 0                     | 8                             | 0     | 0       |
| Z   | Itália               | 24 | Daniele Rugani       | 4                             | 0       | 0       | 0                             | 0              | 0              | 0                             | 0                     | 0                     | 4                             | 0     | 0       |
| LD  | Suíça                | 26 | Stephan Lichtsteiner | 5                             | 0       | 0       | 1                             | 0              | 0              | 1                             | 0                     | 0                     | 7                             | 0     | 0       |
| LE  | França               | 33 | Patrice Evra         | 0                             | 0       | 0       | 0                             | 0              | 0              | 2                             | 0                     | 0                     | 2                             | 0     | 0       |
| M   | Bósnia e Herzegovina | 5  | Miralem Pjanić       | 5                             | 0       | 0       | 2                             | 0              | 0              | 2                             | 0                     | 0                     | 9                             | 0     | 0       |
| V   | Alemanha             | 6  | Sami Khedira         | 2                             | 0       | 0       | 0                             | 0              | 0              | 3                             | 0                     | 0                     | 5                             | 0     | 0       |
| M   | Colômbia             | 7  | Juan Cuadrado        | 9                             | 0       | 0       | 1                             | 0              | 0              | 3                             | 1                     | 0                     | 13                            | 1     | 0       |
| V   | Itália               | 8  | Claudio Marchisio    | 2                             | 0       | 0       | 0                             | 0              | 0              | 2                             | 0                     | 0                     | 4                             | 0     | 0       |
| V   | Brasil               | 11 | Hernanes             | 3                             | 0       | 0       | 0                             | 0              | 0              | 0                             | 0                     | 0                     | 3                             | 0     | 0       |
| M   | Gabão                | 18 | Mario Lemina         | 1                             | 0       | 0       | 0                             | 0              | 0              | 0                             | 1                     | 0                     | 1                             | 1     | 0       |
| M   | Gana                 | 22 | Kwadwo Asamoah       | 2                             | 0       | 0       | 1                             | 0              | 0              | 0                             | 0                     | 0                     | 3                             | 0     | 0       |
| M   | Itália               | 27 | Stefano Sturaro      | 5                             | 0       | 0       | 0                             | 0              | 0              | 1                             | 0                     | 0                     | 6                             | 0     | 0       |
| V   | Venezuela            | 28 | Tomás Rincón         | 0                             | 0       | 0       | 1                             | 0              | 0              | 0                             | 0                     | 0                     | 1                             | 0     | 0       |
| A   | Argentina            | 9  | Gonzalo Higuaín      | 1                             | 0       | 0       | 0                             | 0              | 0              | 1                             | 0                     | 0                     | 2                             | 0     | 0       |
| A   | Croácia              | 17 | Mario Mandžukić      | 5                             | 0       | 0       | 1                             | 0              | 0              | 3                             | 0                     | 0                     | 9                             | 0     | 0       |
| A   | Croácia              | 20 | Marko Pjaca          | 1                             | 0       | 0       | 0                             | 0              | 0              | 0                             | 0                     | 0                     | 1                             | 0     | 0       |
| A   | Argentina            | 21 | Paulo Dybala         | 2                             | 0       | 0       | 0                             | 0              | 0              | 1                             | 0                     | 0                     | 3                             | 0     | 0       |
| A   | Itália               | 34 | Moise Kean           | 0                             | 0       | 0       | 0                             | 0              | 0              | 0                             | 0                     | 0                     | 0                             | 0     | 0       |
|     |                      |    | Total                | 70                            | 0       | 0       | 10                            | 0              | 0              | 28                            | 2                     | 0                     | 108                           | 2     | 0       |

### Vista geral
| Jogos disputados       | 56 (38 Serie A, 5 Coppa Italia, 13 UEFA Champions League) |
| Jogos vencidos         | 42 (29 Serie A, 4 Coppa Italia, 9 UEFA Champions League) |
| Jogos empatados        | 8 (4 Serie A, 3 UEFA Champions League, 1 Supercopa da Itália) |
| Jogos perdidos         | 7 (5 Serie A, 1 Coppa Italia, 1 UEFA Champions League) |
| Jogos sem sofrer gols  | 26 (16 Serie A, 1 Coppa Italia, 9 UEFA Champions League) |
| Gols marcados          | 111 (77 Serie A, 12 Coppa Italia, 22 UEFA Champions League, 1 Supercopa da Itália)                                                                                             |
| Gols sofridos          | 41 (27 Serie A, 7 Coppa Italia, 7 UEFA Champions League, 1 Supercopa da Itália)                                                                                                |
| Saldo de gols          | +70 |
| Cartões amarelos       | 108 (70 Serie A, 10 Coppa Italia, 28 UEFA Champions League) |
| Segundo cartão amarelo | 2 (0 Serie A, 0 Coppa Italia, 2 UEFA Champions League) |
| Cartões vermelhos      | 0 (0 Serie A, 0 Coppa Italia, 0 UEFA Champions League) |
| Pior disciplina        | Juan Cuadrado (13 , 1 , 0 ) |
| Melhor resultado       | 4x0 (C) v Cagliari - Serie A - 21 de setembro de 2016 0x4 (F) v Dinamo Zagreb - UEFA Champions League - 27 de setembro de 2016 4x0 (C) v Genoa - Serie A - 23 de abril de 2017 |
| Pior resultado         | 1x4 v Real Madrid - UEFA Champions League - 2 de junho de 2017 |
| Mais participações     | Gonzalo Higuaín (53 jogos) |
| Mais gols              | Gonzalo Higuaín (32 gols) |

## Pré-temporada

### Jogos amistosos

#### International Champions Cup
| 23 de julho de 2016 | Melbourne Victory | 1 – 1     | Juventus   | Melbourne Cricket Ground, Melbourne      |
| 06:00 (UTC-3)       | Ingham 83'        | Relatório | Blanco 58' | Público: 23 174 Árbitro: Hiroyuki Kimura |

|                                      |       | Penalidades                          |  |
| Valeri Ingham Baró Galloway Pasquali | 4 – 3 | Marrone Vitale Macek Rosseti Padovan |  |

| 26 de julho de 2016 | Juventus                | 2 – 1     | Tottenham  | Melbourne Cricket Ground, Melbourne   |
| 07:00 (UTC-3)       | Dybala 6' · Benatia 14' | Relatório | Lamela 67' | Público: 31 447 Árbitro: Ben Williams |

#### Partidas amistosas
| 30 de julho de 2016 | South China     | 1 – 2     | Juventus                  | Estádio Hong Kong, Hong Kong          |
| 16:00               | Chan Siu Ki 21' | Relatório | Benatia 25' · Rosseti 82' | Público: 14 481 Árbitro: Lau Fong Hei |

#### Betway Cup
| 07 de agosto de 2016 | West Ham         | 2 – 3     | Juventus                              | Olímpico de Londres, Londres            |
| 15:00 (UTC-3)        | Carroll 34', 54' | Relatório | Dybala 18' · Mandžukić 21' · Zaza 86' | Público: 53 966 Árbitro: Anthony Taylor |

#### Partidas amistosas
| 13 de agosto de 2016 | Juventus                   | 2 – 2     | Espanyol                   | Alberto Braglia, Modena                   |
| 20:00                | Mandžukić 54' · Dybala 90' | Relatório | Baptistão 37' · Gerard 84' | Público: 10 000 Árbitro: Piero Giacomelli |

| 17 de agosto de 2016 | Juventus                         | 2 – 0     | Juventus Primavera | Villar Perosa                               |
| 17:00                | Higuaín 39' · Coccolo 48' (o.g.) | Relatório |                    | Público: 10 000 Árbitro: Pierluigi Pairetto |

## Competições

### Supercopa da Itália
| 23 de dezembro de 2016 | Juventus      | 1 – 1 (pro) | Milan           | Estádio Jassim Bin Hamad, Doha              |
| 13:30                  | Chiellini 18' | Relatório   | Bonaventura 38' | Público: 11 356 Árbitro: ITA Antonio Damato |

|                                            |       | Penalidades                             |  |
| Marchisio Mandžukić Higuaín Khedira Dybala | 3 – 4 | Lapadula Bonaventura Kucka Suso Pašalić |  |

### Serie A

#### Classificação na Serie A
| Pos | Equipes  | Pts | J  | V  | E | D  | GM | GS | SG  | %    | Classificação ou rebaixamento                          |
| --- | -------- | --- | -- | -- | - | -- | -- | -- | --- | ---- | ------------------------------------------------------ |
| 1   | Juventus | 92  | 38 | 29 | 4 | 5  | 77 | 27 | +50 | 79.8 | Fase de Grupos da Liga dos Campeões da UEFA de 2017–18 |
| 2   | Roma     | 87  | 38 | 28 | 3 | 7  | 90 | 38 | +52 | 76.3 | Fase de Grupos da Liga dos Campeões da UEFA de 2017–18 |
| 3   | Napoli   | 86  | 38 | 26 | 8 | 4  | 94 | 39 | +55 | 75.4 | Play-offs da Liga dos Campeões da UEFA de 2017–18      |
| 4   | Atalanta | 72  | 38 | 21 | 9 | 8  | 62 | 41 | +21 | 63.2 | Fase de Grupos da Liga Europa da UEFA de 2017-18       |
| 5   | Lazio    | 70  | 38 | 21 | 7 | 10 | 74 | 51 | +23 | 61.4 | Fase de Grupos da Liga Europa da UEFA de 2017-18       |

#### Resumo dos resultados
| Total |    |    |   |   |    |    |     |
| Pts   | J  | V  | E | D | GM | GS | SG  |
| 91    | 38 | 29 | 4 | 5 | 75 | 26 | +50 |

| Casa |    |    |   |   |    |    |     |
| Pts  | J  | V  | E | D | GM | GS | SG  |
| 55   | 19 | 18 | 1 | 0 | 48 | 9  | +39 |

| Fora |    |    |   |   |    |    |     |
| Pts  | J  | V  | E | D | GM | GS | SG  |
| 36   | 19 | 11 | 3 | 5 | 28 | 17 | +11 |

#### Evolução na classificação
| Rodada    | 1 | 2 | 3 | 4 | 5 | 6 | 7 | 8 | 9 | 10 | 11 | 12 | 13 | 14 | 15 | 16 | 17 | 18 | 19 | 20 | 21 | 22 | 23 | 24 | 25 | 26 | 27 | 28 | 29 | 30 | 31 | 32 | 33 | 34 | 35 | 36 | 37 | 38 |
| --------- | - | - | - | - | - | - | - | - | - | -- | -- | -- | -- | -- | -- | -- | -- | -- | -- | -- | -- | -- | -- | -- | -- | -- | -- | -- | -- | -- | -- | -- | -- | -- | -- | -- | -- | -- |
| Estádio   | C | F | C | F | C | F | F | C | F | C  | C  | F  | C  | F  | C  | F  | C  | F  | C  | F  | C  | F  | C  | F  | C  | C  | F  | C  | F  | F  | C  | F  | C  | F  | C  | F  | C  | F  |
| Resultado | V | V | V | D | V | V | V | V | D | V  | V  | V  | V  | D  | V  | V  | V  | V  | V  | D  | V  | V  | V  | V  | V  | V  | E  | V  | V  | E  | V  | V  | V  | E  | E  | D  | V  | V  |
| Posição   | 6 | 2 | 1 | 2 | 1 | 1 | 1 | 1 | 1 | 1  | 1  | 1  | 1  | 1  | 1  | 1  | 1  | 1  | 1  | 1  | 1  | 1  | 1  | 1  | 1  | 1  | 1  | 1  | 1  | 1  | 1  | 1  | 1  | 1  | 1  | 1  | 1  | 1  |

Legenda:
 Estádio: C = Casa; Jogo como mandante F = Fora de casa; Jogo como visitante 
 Resultado: V = Vitória; E = Empate; D = Derrota 

 Fonte: 

#### Partidas
1ª rodada
| 20 de agosto de 2016 | Juventus                  | 2 – 1     | Fiorentina  | Juventus Stadium, Turim               |
| 20:45 (CEST)         | Khedira 37' · Higuaín 75' | Relatório | Kalinić 70' | Público: 40 184 Árbitro: Davide Massa |

2ª rodada
| 27 de agosto de 2016 | Lazio | 0 – 1     | Juventus    | Olímpico de Roma, Roma               |
| 18:00 (CEST)         |       | Relatório | Khedira 66' | Público: 36 000 Árbitro: Marco Guida |

3ª rodada
| 10 de setembro de 2016 | Juventus                     | 3 – 1     | Sassuolo  | Juventus Stadium, Turim                 |
| 18:00 (CEST)           | Higuaín 5', 10' · Pjanić 27' | Relatório | Antei 33' | Público: 39 519 Árbitro: Marco Di Bello |

4ª rodada
| 18 de setembro de 2016 | Internazionale           | 2 – 1     | Juventus         | Giuseppe Meazza, Milão                     |
| 18:00 (CEST)           | Icardi 68' · Perišić 78' | Relatório | Lichtsteiner 66' | Público: 76 484 Árbitro: Paolo Tagliavento |

5ª rodada
| 21 de setembro de 2016 | Juventus                                                          | 4 – 0     | Cagliari | Juventus Stadium, Turim                   |
| 20:45 (CEST)           | Rugani 14' · Higuaín 33' · Dani Alves 39' · Ceppitelli 84' (o.g.) | Relatório |          | Público: 38 949 Árbitro: Maurizio Mariani |

6ª rodada
| 24 de setembro de 2016 | Palermo | 0 – 1     | Juventus             | Renzo Barbera, Palermo                |
| 18:00 (CEST)           |         | Relatório | Goldaniga 49' (o.g.) | Público: 27 039 Árbitro: Paolo Valeri |

7ª rodada
| 2 de outubro de 2016 | Empoli | 0 – 3     | Juventus                      | Carlo Castellani, Empoli                 |
| 12:30 (CEST)         |        | Relatório | Dybala 65' · Higuaín 67', 70' | Público: 15 424 Árbitro: Paolo Mazzoleni |

8ª rodada
| 15 de outubro de 2016 | Juventus               | 2 – 0     | Udinese | Juventus Stadium, Turim                     |
| 20:45 (CEST)          | Dybala 43', 51' (pen.) | Relatório |         | Público: 38 590 Árbitro: Claudio Gavillucci |

9ª rodada
| 22 de outubro de 2016 | Milan         | 1 – 0     | Juventus | San Siro, Milão                         |
| 20:45 (CEST)          | Locatelli 65' | Relatório |          | Público: 75 829 Árbitro: Nicola Rizzoli |

10ª rodada
| 26 de outubro de 2016 | Juventus                                      | 4 – 1     | Sampdoria | Juventus Stadium, Turim                |
| 20:45 (CEST)          | Mandžukić 4' · Chiellini 9', 87' · Pjanić 65' | Relatório |           | Público: 38 417 Árbitro: Carmine Russo |

11ª rodada
| 29 de outubro de 2016 | Juventus                  | 2 – 1     | Napoli       | San Paolo, Napoli                        |
| 20:45 (CEST)          | Bonucci 50' · Higuaín 70' | Relatório | Callejón 54' | Público: 41 409 Árbitro: Gianluca Rocchi |

12ª rodada
| 6 de novembro de 2016 | Chievo                | 1 – 2     | Juventus                   | Marcantonio Bentegodi, Verona         |
| 15:00 (CEST)          | Pellissier 66' (pen.) | Relatório | Mandžukić 53' · Pjanić 75' | Público: 27 000 Árbitro: Paolo Valeri |

13ª rodada
| 19 de novembro de 2016 | Juventus                                   | 3 – 0     | Pescara | Juventus Stadium, Turim                 |
| 20:45 (CEST)           | Khedira 36' · Mandžukić 63' · Hernanes 69' | Relatório |         | Público: 40 347 Árbitro: Michael Fabbri |

14ª rodada
| 27 de novembro de 2016 | Genoa                                    | 3 – 1     | Juventus   | Estádio Luigi Ferraris, Gênova           |
| 15:00 (CEST)           | Simeone 3', 13' · Alex Sandro 29' (o.g.) | Relatório | Pjanić 82' | Público: 27 153 Árbitro: Paolo Mazzoleni |

15ª rodada
| 3 de dezembro de 2016 | Juventus                                     | 3 – 1     | Atalanta    | Juventus Stadium, Turim                      |
| 20:45 (CEST)          | Alex Sandro 15' · Rugani 19' · Mandžukić 64' | Relatório | Freuler 82' | Público: 41 209 Árbitro: Massimiliano Irrati |

16ª rodada
| 11 de dezembro de 2016 | Torino      | 1 – 3     | Juventus                                | Olímpico de Turim, Turim                 |
| 15:00 (CEST)           | Belotti 16' | Relatório | Gonzalo Higuaín 28', 82' · Pjanić 90+2' | Público: 26 436 Árbitro: Gianluca Rocchi |

17ª rodada
| 17 de dezembro de 2016 | Juventus    | 1 – 0     | Roma | Juventus Stadium, Turim                 |
| 20:45 (CEST)           | Higuaín 14' | Relatório |      | Público: 41 470 Árbitro: Daniele Orsato |

18ª rodada
| 8 de fevereiro de 2017 | Crotone | 0 – 2     | Juventus                    | Ezio Scida, Crotone                   |
| 18:00 (CEST)           |         | Relatório | Mandžukić 60' · Higuaín 74' | Público: 15 354 Árbitro: Paolo Valeri |

19ª rodada
| 8 de janeiro de 2017 | Juventus                            | 3 – 0     | Bologna | Juventus Stadium, Turim                   |
| 20:45 (CEST)         | Higuaín 7', 55' · Dybala 41' (pen.) | Relatório |         | Público: 38 144 Árbitro: Maurizio Mariani |

20ª rodada
| 15 de janeiro de 2017 | Fiorentina               | 2 – 1     | Juventus    | Artemio Franchi, Florença           |
| 20:45 (CEST)          | Kalinić 37' · Badelj 54' | Relatório | Higuaín 58' | Público: 34 085 Árbitro: Luca Banti |

21ª rodada
| 22 de janeiro de 2017 | Juventus                | 2 – 0     | Lazio | Juventus Stadium, Turim               |
| 12:30 (CEST)          | Dybala 5' · Higuaín 17' | Relatório |       | Público: 39 917 Árbitro: Davide Massa |

22ª rodada
| 29 de janeiro de 2017 | Sassuolo | 0 – 2     | Juventus                 | Mapei Stadium – Città del Tricolore, Reggio Emilia |
| 15:00 (CEST)          |          | Relatório | Higuaín 9' · Khedira 25' | Público: 21 584 Árbitro: Daniele Doveri            |

23ª rodada
| 5 de fevereiro de 2017 | Juventus     | 1 – 0     | Internazionale | Juventus Stadium, Turim                 |
| 20:45 (CEST)           | Cuadrado 45' | Relatório |                | Público: 41 408 Árbitro: Nicola Rizzoli |

24ª rodada
| 12 de fevereiro de 2017 | Cagliari | 0 – 2     | Juventus         | Sant'Elia, Cagliari                          |
| 20:45 (CEST)            |          | Relatório | Higuaín 37', 47' | Público: 15 874 Árbitro: Gianpaolo Calvarese |

25ª rodada
| 17 de fevereiro de 2017 | Juventus                                      | 4 – 1     | Palermo     | Juventus Stadium, Turim                 |
| 20:45 (CEST)            | Marchisio 13' · Dybala 40', 89' · Higuaín 63' | Relatório | Čočev 90+3' | Público: 39 247 Árbitro: Marco Di Bello |

26ª rodada
| 25 de fevereiro de 2017 | Juventus                               | 2 – 0     | Empoli | Juventus Stadium, Turim                   |
| 20:45 (CEST)            | Skorupski 52' (o.g.) · Alex Sandro 65' | Relatório |        | Público: 39 276 Árbitro: Maurizio Mariani |

27ª rodada
| 5 de março de 2017 | Udinese    | 1 – 1     | Juventus    | Estádio Friuli, Udine                   |
| 15:00 (CEST)       | Zapata 37' | Relatório | Bonucci 60' | Público: 26 278 Árbitro: Antonio Damato |

28ª rodada
| 10 de março de 2017 | Juventus                          | 2 – 1     | Milan            | Juventus Stadium, Turim               |
| 20:45 (CEST)        | Benatia 30' · Dybala 90+7' (pen.) | Relatório | Carlos Bacca 43' | Público: 40 573 Árbitro: Davide Massa |

29ª rodada
| 19 de março de 2017 | Sampdoria | 0 – 1     | Juventus    | Luigi Ferraris, Gênova                     |
| 15:00 (CEST)        |           | Relatório | Cuadrado 7' | Público: 26 127 Árbitro: Paolo Tagliavento |

30ª rodada
| 2 de abril de 2017 | Napoli     | 1 – 1     | Juventus   | San Paolo, Napoli                       |
| 15:00 (CEST)       | Hamšík 60' | Relatório | Khedira 7' | Público: 53 085 Árbitro: Daniele Orsato |

31ª rodada
| 9 de abril de 2017 | Juventus         | 2 – 0     | Chievo | Juventus Stadium, Turim                 |
| 15:00 (CEST)       | Higuaín 23', 84' | Relatório |        | Público: 39 477 Árbitro: Michael Fabbri |

32ª rodada
| 15 de abril de 2017 | Pescara | 0 – 2     | Juventus         | Adriático, Pescara                      |
| 15:00 (CEST)        |         | Relatório | Higuaín 22', 44' | Público: 20 221 Árbitro: Marco Di Bello |

33ª rodada
| 23 de abril de 2017 | Juventus                                                    | 4 – 0     | Genoa | Juventus Stadium, Turim                      |
| 15:00 (CEST)        | Muñoz 17' (o.g.) · Dybala 19' · Mandžukić 49' · Bonucci 64' | Relatório |       | Público: 39 594 Árbitro: Gianpaolo Calvarese |

34ª rodada
| 30 de abril de 2017 | Atalanta                | 2 – 2     | Juventus                               | Atleti Azzurri d'Italia, Bergamo     |
| 15:00 (CEST)        | Conti 45' · Freuler 89' | Relatório | Spinazzola 50' (o.g.) · Dani Alves 83' | Público: 19 650 Árbitro: Marco Guida |

35ª rodada
| 7 de maio de 2017 | Juventus      | 1 – 1     | Torino     | Juventus Stadium, Turim               |
| 15:00 (CEST)      | Higuaín 90+2' | Relatório | Ljajić 52' | Público: 40 462 Árbitro: Paolo Valeri |

36ª rodada
| 14 de maio de 2017 | Roma                                            | 3 – 1     | Juventus   | Olímpico de Roma, Roma              |
| 15:00 (CEST)       | De Rossi 25' · El Shaarawy 56' · Nainggolan 65' | Relatório | Lemina 21' | Público: 53 023 Árbitro: Luca Banti |

37ª rodada
| 21 de maio de 2017 | Juventus                                     | 3 – 0     | Crotone | Juventus Stadium, Turim                         |
| 15:00 (CEST)       | Mandžukić 12' · Dybala 39' · Alex Sandro 83' | Relatório |         | Público: 39 596 Árbitro: Paolo Silvio Mazzoleni |

38ª rodada
| 28 de maio de 2017 | Bologna    | 1 – 2     | Juventus                | Renato Dall'Ara, Bologna  |
| 20:45 (CEST)       | Taïder 52' | Relatório | Dybala 70' · Kean 90+4' | Árbitro: Maurizio Mariani |

### Copa da Itália

#### Oitavas de final
| 11 de janeiro de 2017 | Juventus                                       | 3 – 2     | Atalanta                   | Juventus Stadium, Turim                   |
| 20:45 (CEST)          | Dybala 22' · Mandžukić 34' · Pjanić 75' (pen.) | Relatório | Latte Lath 81' · Konko 72' | Público: 38 023 Árbitro: Piero Giacomelli |

#### Quartas de Final
| 25 de janeiro de 2017 | Juventus                | 2 – 1     | Milan     | Juventus Stadium, Turim                      |
| 20:45 (CEST)          | Dybala 10' · Pjanić 21' | Relatório | Bacca 53' | Público: 40 142 Árbitro: Massimiliano Irrati |

#### Semifinais
Jogo de ida
| 28 de fevereiro de 2017 | Juventus                                    | 3 – 1     | Napoli       | Juventus Stadium, Turim               |
| 20:45 (CEST)            | Dybala 47' (pen.), 69' (pen.) · Higuaín 64' | Relatório | Callejón 36' | Público: 38 398 Árbitro: Paolo Valeri |

Jogo de volta
| 5 de abril de 2017 | Napoli                                 | 3 – 2     | Juventus         | San Paolo, Napoli                   |
| 20:45 (CEST)       | Hamšík 53' · Mertens 61' · Insigne 67' | Relatório | Higuaín 32', 59' | Público: 48 421 Árbitro: Luca Banti |

#### Final
| 17 de maio de 2017 | Juventus                     | 2 – 0     | Lazio | Olímpico de Roma, Roma     |
| 21:00 (CEST)       | Dani Alves 12' · Bonucci 24' | Relatório |       | Árbitro: Paolo Tagliavento |

### Liga dos Campeões da UEFA

#### Fase de grupos
| Pos | Equipe        | Pts | J | V | E | D | GP | GC | SG  | Classificado                     |  | JUV | SEV | LYO | DZG |
| --- | ------------- | --- | - | - | - | - | -- | -- | --- | -------------------------------- |  | --- | --- | --- | --- |
| 1   | Juventus      | 14  | 6 | 4 | 2 | 0 | 11 | 2  | +9  | Classificado às oitavas de final |  | —   | 0–0 | 1–1 | 2–0 |
| 2   | Sevilla       | 11  | 6 | 3 | 2 | 1 | 7  | 3  | +4  | Classificado às oitavas de final |  | 1–3 | —   | 1–0 | 4–0 |
| 3   | Lyon          | 8   | 6 | 2 | 2 | 2 | 5  | 3  | +2  | Transferido para Liga Europa     |  | 0–1 | 0–0 | —   | 3–0 |
| 4   | Dínamo Zagreb | 0   | 6 | 0 | 0 | 6 | 0  | 15 | −15 | Eliminado                        |  | 0–4 | 0–1 | 0–1 | —   |

| 14 de setembro de 2016 | Juventus | 0 – 0     | Sevilla | Juventus Stadium, Turim                    |
| 20:45                  |          | Relatório |         | Público: 33 261 Árbitro: GER Deniz Aytekin |

| Juventus | Sevilla |

| 27 de setembro de 2016 | Dínamo Zagreb | 0 – 4     | Juventus                                                 | Estádio Maksimir, Zagreb                     |
| 20:45                  |               | Relatório | Pjanić 24' · Higuaín 31' · Dybala 57' · Daniel Alves 85' | Público: 23 875 Árbitro: POR Manuel de Sousa |

| Dinamo Z. | Juventus |

| 18 de outubro de 2016 | Lyon | 0 – 1     | Juventus     | Parc Olympique Lyonnais, Décines-Charpieu     |
| 20:45                 |      | Relatório | Cuadrado 76' | Público: 53 907 Árbitro: POL Szymon Marciniak |

| Lyon | Juventus |

| 2 de novembro de 2016 | Juventus          | 1 – 1     | Lyon        | Juventus Stadium, Turim                    |
| 20:45                 | Higuaín 13' (pen) | Relatório | Tolisso 85' | Público: 40 356 Árbitro: NED Björn Kuipers |

| Juventus | Lyon |

| 22 de novembro de 2016 | Sevilla   | 1 – 3     | Juventus                                              | Estádio Ramón Sánchez Pizjuán, Sevilha        |
| 20:45                  | Pareja 9' | Relatório | Marchisio 45+2' (pen) · Bonucci 84' · Mandžukić 90+4' | Público: 38 942 Árbitro: ENG Mark Clattenburg |

| Sevilla | Juventus |

| 7 de dezembro de 2016 | Juventus                 | 2 – 0     | Dínamo Zagreb | Juventus Stadium, Turim                     |
| 20:45                 | Higuaín 52' · Rugani 73' | Relatório |               | Público: 39 380 Árbitro: ENG Anthony Taylor |

| Juventus | Dinamo Z. |

#### Fase final

##### Oitavas de final
Jogo de ida
| 22 de fevereiro de 2017 | Porto | 0 – 2     | Juventus                   | Estádio do Dragão, Porto                 |
| 20:45                   |       | Relatório | Pjaca 72' · Dani Alves 74' | Público: 49 229 Árbitro: GER Felix Brych |

| Porto | Juventus |

Jogo de volta
| 14 de março de 2017 | Juventus         | 1 – 0     | Porto | Juventus Stadium, Turim                     |
| 20:45               | Dybala 42' (pen) | Relatório |       | Público: 41 161 Árbitro: ROU Ovidiu Hațegan |

| Juventus | Porto |

##### Quartas de final
Jogo de ida
| 11 de abril de 2017 | Juventus                       | 3 – 0     | Barcelona | Juventus Stadium, Turim                       |
| 20:45               | Dybala 7', 22' · Chiellini 55' | Relatório |           | Público: 41 092 Árbitro: POL Szymon Marciniak |

| Juventus | Barcelona |

Jogo de volta
| 19 de abril de 2017 | Barcelona | 0 – 0     | Juventus | Camp Nou, Barcelona        |
| 20:45               |           | Relatório |          | Árbitro: NED Björn Kuipers |

| Barcelona | Juventus |

##### Semifinais
Jogo de ida
| 3 de maio de 2017 | Monaco | 0 – 2     | Juventus         | Stade Louis II, Mónaco                           |
| 20:45             |        | Relatório | Higuaín 29', 59' | Público: 16 762 Árbitro: ESP Antonio Mateu Lahoz |

| Monaco | Juventus |

Jogo de volta
| 9 de maio de 2017 | Juventus                         | 2 – 1     | Monaco     | Juventus Stadium, Turim                    |
| 20:45             | Mandžukić 33' · Daniel Alves 44' | Relatório | Mbappé 69' | Público: 40 244 Árbitro: NED Björn Kuipers |

| Juventus | Monaco |

##### Final
| 3 de junho de 2017 | Juventus      | 1 – 4     | Real Madrid                                             | Millennium Stadium, Cardiff              |
| 20:45              | Mandžukić 27' | Relatório | Cristiano Ronaldo 20', 64' · Casemiro 61' · Asensio 90' | Público: 65 842 Árbitro: GER Felix Brych |

| Juventus | Real Madrid |